# رجاء نيقولا
رجاء نيقولا واسمها الكامل رجاء نيقولا عيسى عبد المسيح حقوقية ، وهي العضو الحادي عشر المستقل في مجلس السيادة السوداني الذي يحكم السودان منذ 21 أغسطس 2019. جائت عضويتها في المجلس بتوافق ما بين المجلس العسكري الانتقالي وتحالف قوى إعلان الحرية والتغيير.
ولدت في مدينة أم درمان وهي من الأقباط السودانيين، وحصلت في العام 1980 على ليسانس حقوق من جامعة القاهرة، عُيّنت بعدها بعامين في وزارة العدل السودانية وتدرجت في الهيكل الوظيفي حتي رُقيت لمستشار سنة 2005. مثلت وزارة العدل في مفوضية مراعاة حقوق غير المسلمين.

## الوظيفة والشأن الداخلي
- عُيّنت رجاء بعد تخرجها بعامين 1982 في وزارة العدل السودانية
- وتدرجت في الهيكل الوظيفي حتى ارتقت إلى رتبة مستشارة سنة 2005
- مثلت وزارة العدل في مفوضية مراعاة حقوق غير المسلمين، وهي لسان دفاع عن الأقباط في بلاد السودان.[5]